# Tumupasa
Tumupasa ist eine Ortschaft im Departamento La Paz im südamerikanischen Anden-Staat Bolivien.

## Lage
Tumupasa ist zentraler Ort des Kantons Tumupasa im Municipio San Buenaventura in der Provinz Abel Iturralde. Die Ortschaft liegt auf einer Höhe von 468 m am Rande des bolivianischen Tieflandes vor der Voranden-Kette der Serranía de Mamuque, die sich von Nordwesten nach Nordosten zwischen Río Tuichi und Río Beni erstreckt und an ihrem südöstlichen Ende vom Río Beni durchbrochen wird.

## Geographie
Tumupasa liegt am westlichen Rand der Moxos-Ebene, mit über 100.000 km² einem der größten Feuchtgebiete der Erde; vorherrschende Vegetationsform in der Moxos-Ebene ist die tropische Savanne. Das Klima in der Region ist tropisch heiß und ganzjährig feucht, es kann aber im Winter auch durch den Surazo (kalter Wind aus Süden) relativ kühl werden.
Der Jahresniederschlag beträgt knapp 2000 mm, mit Monatsniederschlägen von etwa 300 mm im Januar und Februar und von weniger als 100 mm in den Monaten August bis September. Die durchschnittlichen Monatstemperaturen liegen ganzjährig zwischen 23 °C und 28 °C.

## Geschichte
Die lokale Bevölkerung hatte in präkolumbischer Zeit Kontakt mit den Inkas, wie archäologische Funde beweisen. Die Spanier kolonisierten das Gebiet nicht militärisch, sondern durch Missionarstätigkeit von Franziskanern und Jesuiten. Von Apolo ausgehend wurde das Gebiet der nördlichen Vorandenketten erschlossen und Tumupasa im Jahr 1713 von Missionaren gegründet.

## Verkehrsnetz
Tumupasa liegt 61 Kilometer südöstlich der Provinzhauptstadt Ixiamas und etwa 720 Straßenkilometer nördlich von La Paz, der Hauptstadt des Departamentos.
Durch Tumupasa führt ein Seitenzweig der 1036 Kilometer langen Nationalstraße Ruta 16, die von Porvenir nahe der brasilianischen Grenze im Nordwesten bis Huarina am Südostrand des Titicacasees führen wird. Der schon fertiggestellte mittlere Teil der Ruta 16 führt von der Provinzhauptstadt Ixiamas im Norden über eine 115 Kilometer lange unbefestigte Landstraße über Tumupasa nach San Buenaventura, von wo über Rurrenabaque ein Anschluss an das restliche Straßennetz Boliviens besteht.

## Bevölkerung
Die Einwohnerzahl der Ortschaft ist in den vergangenen beiden Jahrzehnten auf mehr als das Doppelte angestiegen:
| Jahr | Einwohner | Quelle       |
| ---- | --------- | ------------ |
| 1992 | 876       | Volkszählung |
| 2001 | 936       | Volkszählung |
| 2012 | 1827      | Volkszählung |
| 2024 |           | Volkszählung |